# Vladislao I de Polonia
Vladislao I, llamado Vladislao el Breve o el Codito (en polaco: Władysław I Łokietek; 1260/61-2 de marzo de 1333), rey de Polonia (1320-1333), un gobernante que logró reunir a una serie de principados polacos en un reino y sentar las bases de una fuerte nación polaca. Recibió el sobrenombre de el Codito debido a su escasa estatura.

## Biografía

Polonia entre Premislao II y Vladislao I el Breve, a finales del siglo XIII:
Principado de Cracovia
Tierra de Brześć. Vladislao I, 1275.
Tierras de Sieradz, heredadas por Vladislao I en 1288.
Tierras de Sandomierz, de Vladislao I en 1289-92.
Tierras de Łęczyca, heredadas por Vladislao I en 1294
Gran Polonia y Pomerania oriental, heredadas por Vladislao I en 1296.
Henrik III, duque de Głogów. Ocupado por la Gran Polonia en 1296
Brandeburgo: ocupado por la Gran Polonia en 1296.
Mazovia y Cuyavia: principado independiente gobernado por los Piast.
Principados silesios
Estado de los caballeros teutones

Vladislao fue el hijo de Casimiro I de Cuyavia, el gobernante de uno de los numerosos pequeños principados formados después que el viejo reino de Polonia había sido dividido dos siglos antes. Vladislao sucedió a su padre en 1275 y fue elegido por los nobles de la Gran Polonia como su príncipe en 1296, sin embargo, después transfirió su lealtad al rey Wenceslao II de Bohemia, que entonces había sido coronado rey de Polonia en Gniezno en 1300.
Vladislao, tratando de insistir en su derecho al trono, fue a Roma y consiguió el apoyo del papa Bonifacio VIII. Luego, en 1305, con la ayuda húngara, comenzó una guerra con Wenceslao II. Ocupó la Pequeña Polonia en 1305 y la Gran Polonia en 1314 y también obtuvo el control de las zonas del norte a lo largo del Mar Báltico, incluyendo Pomerania y Gdansk (Danzig). Los Caballeros Teutónicos, sin embargo, capturaron Pomerania en 1308, y, a pesar de una gran cantidad de maniobras de Vladislao, permaneció en manos alemanas. Después de haber reunido parte de las tierras polacas, Vladislao fue coronado rey de Polonia el 20 de enero de 1320 en Cracovia.
Vladislao se involucró en nuevos conflictos con los Caballeros Teutónicos. En septiembre de 1331 estalló de nuevo la guerra entre Polonia y la Orden Teutónica, y en la batalla de Płowce el 27 de septiembre de 1331, Vladislao infligió una seria derrota a los Caballeros.
En el frente diplomático Vladislao trató de fortalecer su amistad con Hungría, y durante un tiempo fue capaz de poner fin a las incursiones lituanas en Polonia casando a su hijo con una hija de un noble lituano. Cuando Vladislao murió, había establecido una base sólida para el futuro crecimiento de la nación polaca.

## Matrimonio e hijos
Vladislao tomó como esposa a Eduviges de Kalisz, hija del duque polaco Boleslao el Piadoso y de la beata Yolanda de Polonia, hija del rey Bela IV de Hungría. Con ella tuvo a:
- Isabel, casada Carlos I Roberto de Hungría, padres de Luis I.[5]
- Casimiro, casado con Aldona (hija del Duque lituano Gediminas), abuelos paternos de Isabel de Pomerania, esposa de Carlos IV de Luxemburgo.[6]

## Muerte
Vladislao murió el 2 de marzo de 1333 en el castillo de Wawel en Cracovia, siendo enterrado en la catedral, quizá el 12 de marzo. Su hijo, Casimiro III el Grande, heredó la Pequeña Polonia, el ducado de Sandomierz, la Gran Polonia, Cuyavia, y los ducados de Łęczyca y Sieradz. Sin embargo, Silesia y Tierra de Lubusz en el oeste, junto con Gdańsk Pomerania, Pomerania del oeste, y Mazovia en el norte, todavía permanecieron fuera de las fronteras del reino. Aun así, el reino de Vladislao fue un paso importante para la restauración del Reino de Polonia.